# Teenage Mutant Ninja Turtles (Archie Comics)
Teenage Mutant Ninja Turtles Adventures was een Amerikaanse stripboekserie gepubliceerd van augustus 1988 t/m oktober 1995 door Archie Comics, met in de hoofdrol de Teenage Mutant Ninja Turtles.
De stripserie was gebaseerd op de eerste animatieserie. De stripserie verschilde dan ook sterk qua verhaal van de originele stripserie.

## Opzet
De stripserie bevatte in eerste instantie verhalen die letterlijk waren overgenomen van afleveringen uit de animatieserie. Maar vanaf deel 5 sloeg de strip een nieuwe richting in en verwijderde zich van de verhaallijn uit de televisieserie met nieuwe personages en verhaallijnen. Ryan Brown, Ken Mitchroney, Chris Allan, Dean Clarrain, Stephen Murphy, en anderen creëerden hun eigen versie van het TMNT universum. Hun stripverhalen bevatten vaak een ondertoon van sociale, milieu en dierenrechten thema’s.
De stripserie was net als de animatieserie gericht op een jong publiek, maar was dermate uniek en anders dan normale stripseries gericht op kinderen dat hij een sterke aanhang van fans kreeg.
Toen de stripserie afweek van de animatieserie werden personages als Krang, Bebop en Rocksteady eruit geschreven, terwijl Shredder een vaste vijand bleef.

## Belangrijkste verhaallijnen
Miniserie #1-3 ("Heroes in a Half Shell")Stripversies van de eerste 5 afleveringen van de animatieserie: "Turtle Tracks," "Enter the Shredder," "A Thing About Rats," "Hot Rodding Teenagers from Dimension X," en "Shredder & Splintered."
Delen #1-4aanvankelijk stripversies van de afleveringen "Return of the Shredder," en "The Incredible Shrinking Turtles." De plot rondom het “Oog van Sarnoth” werd in de strip echter anders uitgewerkt dan in de animatieserie.
Delen #5-11Introduceert medemutanten Man-Ray, Leatherhead, Wingnut & Screwloose (die later de Mighty Mutanimals zouden vormen). Introduceerde ook Cudley the Cowlick, Stump Asteroid, en de Turtles worstelkostuums. Na hun terugkeer van de Stump Asteroid in Dimensie X, vochten de Turtles voor het eerst tegen Rat King.
Delen #12-13de Turtles worden gerekruteerd door Cherubae om de Malignoids, een alien insectachtig leger, te bevechten. Dit gevecht wordt uitgebuit door Stump Asteroid televisie. De Turtles krijgen hulp van Leatherhead, Wingnut & Screwloose, en andere intergalactische worstelaars. Shredder, Krang, Bebop, en Rocksteady zijn verbonden met deze buitenaardse bedreiging. Als bestraffing werden ze het universum in verbannen door Cherubae.
Delen #14-18De Turtles keren terug naar Aarde, net op tijd om April O'Neil te redden van stropers in een regenwoud. Ze worden geholpen door Jagwar, Dreadmon, e Man-Ray. Bij hun terugkeer in New York wordt Mondo Gecko geïntroduceerd en sluit zich aan bij de Turtles.
Delen #19-20de kwaadaardige zakenman Null stuurt zijn Alien handlangers Scul en Bean eropuit om de Turtles aan te vallen. Ze worden gered door ratten die Splinter oproept. Samen met de Mutanimals verslaan Raphael en Mondo de Alien krijgsheer Maligna. Terwijl Raphael weg is ontmoeten de andere Turtles Chu Hsi, een brandweerman uit Chinatown die de kracht bezti van een oude krijgerdraak. Samen verslaan ze een enorme Foot Soldaat.
Delen #21-25April O'Neil leert van Splinter te vechten met een katana. Ze helpt de Turtles te vechten met Vid Vicious en Shredder. Raphael keert terug van zijn avontuur in de ruimte om zijn vrienden te helpen in hun laatste gevecht met Krang. Ook ontmoetten de Turtles voor het eerst Slash.
Delen #28-30 ("Mightnight Sun")vervolg van Aprils verhalen uit delen # 24-27. De Turtles, Splinter en April gaan naar Japan om Fu Sheng en Chu Hsi te redden. Ze bevechten een samoerai-achtige vijand genaamd Chien Khan en de krijger Ninjara. Ninjara verraadt Chien en helpt de Turtles hem te verslaan.
Delen #31-36de Turtles hebben meer avonturen in Japan. Raphael en Ninjara krijgen een relatie. De Turtles, Splinter en Ninjara beginnen een lange zoektocht over land en zee terwijl April teruggaat naar New York. In Tibet redden de Turtles de incarnatie van een lama van een tovenaar.
Deel #37Cudley the Cowlick duikt weer op en biedt aan hen naar Stump Asteroid te brengen voor nog een worstelwedstrijd. De Turtles doen mee, en Donatello wint.